# Пробищип
Про̀бищип или понякога Про̀би Щип (на македонска литературна норма: Пробиштип) е град и общински център на едноименната Община Пробищип, Северна Македония.

## География
Землището на Пробищип е 631 хектара, от които 2/3 обработваема земя, по-малко пасища и гори.

## История
Пробищип е едно от най-старите села в общината и датира от XIV век. В XIX век Пробищип е изцяло българско село в Кратовската каза, нахия Кратово на Османската империя. Според статистиката на Васил Кънчов („Македония. Етнография и статистика“) от 1900 година Проби Щипъ има 233 жители, всички българи християни.
Цялото население на селото е под върховенството на Българската екзархия. По данни на секретаря на екзархията Димитър Мишев („La Macédoine et sa Population Chrétienne“) в 1905 година в Пробищип има 240 българи екзархисти.
През октомври 1910 година селото пострадва по време на обезоръжителната акция на младотурците. Няколко души са убити и ранени от властите.
Пробищип е типично рударско градче, като такова то се издига благодарение на близостта си до рудника за олово и цинк – Злетово. Покрай рударството в града са изградени и индустриални мощности за производство на батерии и акумулатори.
Пробищип е сравнително нов, пръснат и малък град, разделен условно на две части: старото село Пробищип, имащо стара история и новото индустриално селище, възникнало в резултат на заселващите се минни работници.
Според преброяването на населението от 2002 година в град Пробищип живеят както следва: в индустриалното селище – 8045 жители и в старото село – 669 жители (339 мъже и 330 жени) или общо 8714 жители, по етнически състав:
| Националност     | Индустриалното селище | Старото село | Всичко |
| ---------------- | --------------------- | ------------ | ------ |
| северномакедонци | 7907                  | 653          | 8560   |
| албанци          | 0                     | 0            | 0      |
| турци            | 4                     | 0            | 4      |
| роми             | 20                    | 14           | 34     |
| власи            | 15                    | 0            | 15     |
| сърби            | 63                    | 0            | 63     |
| бошняци          | 0                     | 1            | 1      |
| други            | 36                    | 1            | 37     |

## Личности
Родени в Пробищип
- Владо Йовановски (р. 1967), северномакедонски актьор
- Емил Димитриев (р. 1979), северномакедонски политик
- Лазко Колев, български революционер, деец на ВМОРО, четник на Стоян Леков[6] и на Дончо Ангелов в 1915 година[7]
- Манол Маджов (? – 1922), български революционер, деец на ВМРО, загинал в сражение със сръбски части на 29 ноември 1922 година заедно с Димитър Псалтирков от Мушково[8]
- Мери Николова (р. 1973), северномакедонска писателка
- Мино Цветков, български революционер, ръководител на местния комитет на ВМОРО, убит при обезоръжителната акция на 1 октомври 1910 в Пробищип[9]
- Яким Анастасов, македоно-одрински опълченец, 22-годишен, работник, 3 рота на 3 солунска дружина, ранен на 17 юни 1913 г.[10]

Починали в Пробищип
- Антоние Филиповски (1920 - 1944), югославски партизанин